# Famille de Roquemaurel
 (mars 2025).
Améliorez-le ou discutez des points à vérifier. 
La famille de Roquemaurel est une famille subsistante de la noblesse française, originaire de l'Auvergne et de l'Ariège.
Elle compte parmi ses membres des gentilshommes ordinaires de la chambre du roi et des chevaliers de Saint-Louis, plusieurs officiers supérieurs et trois officiers généraux.

## Histoire

### Origines
Il n'y a pas de consensus entre les différents auteurs quant à savoir s'il y a une ou deux familles de Roquemaurel.
Selon Régis Valette, il existe deux familles subsistantes de ce nom :
- de Roquemaurel, en Auvergne, filiation noble depuis 1420[1]
- de Roquemaurel, dans l'Ariège, filiation noble depuis 1552[1] (mêmes armoiries)

Selon Jean-Baptiste Bouillet, la famille de Roquemaurel est une famille de noblesse d'extraction.
Selon trois autres auteurs (Tardieu, Deribier du Châtelet, Villain), les premières mentions du patronyme Roquemaurel apparaissent au XIe siècle : la mention d'un Ithier de Roquemaurel vivant en 1043. Cette mention fait référence à un acte, portant sur un don à l’abbaye clunisienne de Sauxillanges. Ces mêmes auteurs, ainsi que P.-Louis Lainé, citent ensuite Arbert et Robert de Roquemaurel, père et fils, vivants sous le règne de Philippe Ier (1060-1108) et ce à l'occasion d'un autre don à la même abbaye, et un autre Ithier de Roquemaurel vivant en 1114. La mention du lignage se poursuit avec Béthon de Roquemaurel, chevalier, présent à un hommage rendu le mardi avant la fête de Saint-Laurent 1323 par Guérin de Châteauneuf, baron d'Apchier, à Jean Ier d'Armagnac, comte de Rodez. En 1348, Jean, fils d'autre Jean, sénéchal du comte de Rodez, rend hommage pour le fort de Roquemaurel qu'il tient de sa femme Hélène de Roquemaurel, à Marie de Beaumarchais, fille d'Eustache, comme baronne de Calvinet dont son fief dépendait, ainsi qu'à son mari Hugues de Chambreuil. Cette famille essaima ensuite pour former plusieurs branches (Cf. testament de Béthon de Roquemaurel du 31 juillet 1427 reçu par Goutran alias Gontran, notaire royal,,).

### Roquemaurel d'Auvergne et du Quercy
Elle tint, entre autres, les seigneuries de Thémines, de Sénergues, de Capdenac, d’Albiac, de Bèdes, de Camy, de Puy-Jourde, d’Espinassols, de Broussette, de Vernuéjouls et de Champagnac.
Branche de Thémines
En Quercy, où elle tint la baronnie de Thémines et la seigneurie d’Albiac.
Branche de Sénergues
En Rouergue, où elle tint la seigneurie de Sénergues, qui relevait de la baronnie de Calvinet :
- Pierre de Roquemaurel, seigneur de Roquemaurel et de Sénergues, capitaine pour le roi des châteaux de Crèvecœur et de Calvinet, fils de Guillaume et de Marie de Cardaillac, se maria une première fois en 1508 avec Françoise de Serre qui lui donna deux filles; une seconde fois en 1542 avec Marguerite de Jean de Saint-Projet qui lui donna deux fils :
  - Bégon de Roquemaurel, capitaine gouverneur du château de Calvinet à la suite de son père, qui épousa le 10 septembre 1548 Françoise de Veilhan, fille d'Edme et de Cécile d'Estuer ;
  - Gabriel de Roquemaurel, seigneur de Corbières, qui épousa en 1572 à Ytrac Marguerite d'Espinassols, fille de Pierre et d'Anne de Cayrac.

Rameau d'Espinassols
Ce rameau de la branche de Sénezergues, qui s’établit au XVIe siècle au château d'Espinassols, à Ytrac, ainsi qu'au château de Broussette, à Naucelles, est devenu la branche ainée en 1751.

### Roquemaurel du Couserans (Ariège)

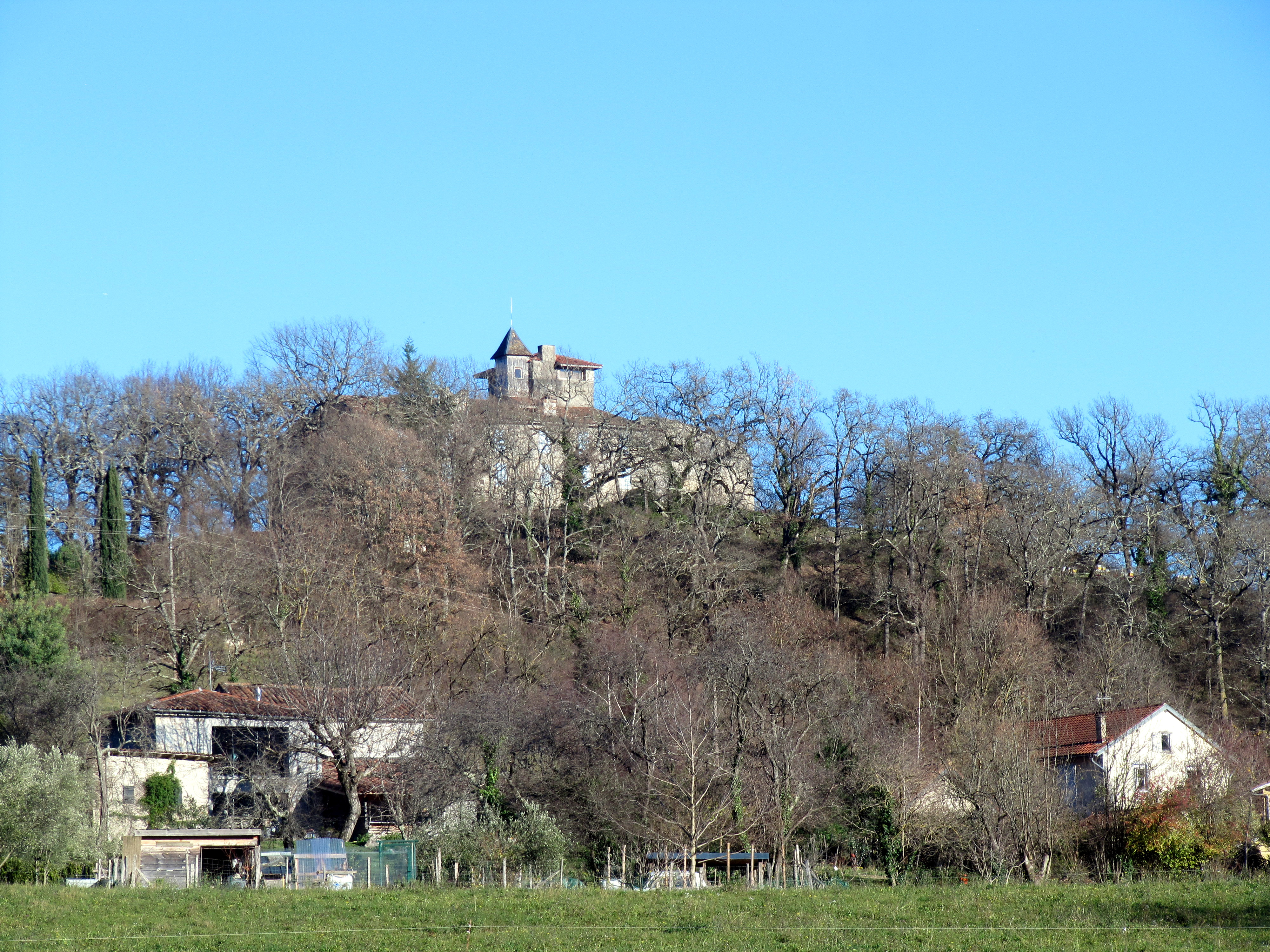
Château de Montégut-en-Couserans sur son oppidum.

Le rattachement de cette famille, dont la filiation prouvée remonte à 1552 et qui porte les mêmes armes, n'est pas prouvée.

Raymond de Roquemaurel, trouvé à Soueix dans le Couserans au début du XVe siècle, marié vers 1445 avec une demoiselle Méritens, fut le père d'Arnaud, marié avant 1486 avec Catherine de Châteauverdun, fille de Guillaume et de Jeanne de Hons. Il est l'auteur de la branche du Couserans, qui se développa en Couserans et en Comminges et se divisa en de nombreux rameaux (seigneurs de Montégut, seigneurs de Taurignan, seigneurs d’Ustou, seigneurs de Lisle de Martres, seigneurs de Cazavet, etc.).
Joseph Sentenac, député de l'Ariège de 1876 à 1898, tenait le château de Montégut-en-Couserans de sa mère Suzanne de Roquemaurel. Le rameau de Montégut est subsistant, en possession du château de Montégut-en-Couserans.

## Personnalités

### Auvergne et Quercy
- Jean III de Roquemaurel, seigneur de Cahersac, coseigneur de Roquemaurel, fut sénéchal du comté de Rodez en 1402 et capitaine de Capdenac
- Béthon de Roquemaurel (fils aîné du précédent), chambellan des rois Charles VI et Charles VII, viguier de Figeac, sénéchal du comté de Rodez en 1420
- Bégon de Roquemaurel (un frère du précédent), fut élu abbé de Figeac en 1410
- Aymeric de Roquemaurel (un autre frère de Béthon), fut abbé de Moissac puis évêque de Montauban en 1444
- Pierre de Roquemaurel était capitaine du château de Crèvecœur en 1516
- Antoine de Roquemaurel fut abbé de Figeac en 1524
- Jacques de Roquemaurel fut abbé de Saint-Marcel en 1543
- Gérald de Roquemaurel, dirigeant et administrateur français de société (né en 1946).

### Ariège
- Maurice de Roquemaurel Saint-Cernin (1771-1839), colonel, fut surnommé au début XIXe siècle « la terreur des Espagnols » du côté français, et « un hombre del démonio » du côté espagnol
- Ernest de Roquemaurel Saint-Cernin (1814-1875) (un des fils du précédent), colonel, fut élu député de l’Ariège en 1871
- Gaston de Roquemaurel (1804-1878), capitaine de vaisseau, fut le second de l’expédition de Jules Dumont d’Urville autour du monde et en Antarctique.
- Pierre de Roquemaurel (1871-1940), général de brigade français.
- Jean de Roquemaurel (1913-1998), général de brigade français.
- Christian de Roquemaurel, dit "RM", et son frère Marcel furent membres du maquis Bir-Hakeim, groupe de résistants français né pendant la Seconde Guerre mondiale, situé dans le sud du Massif central, entre le sud Aveyron, l'Hérault, les Cévennes et le Rhône.
- Paul de Roquemaurel (1994- ), acteur connu en Inde pour avoir joué dans le film Trance sorti en 2020.[réf. nécessaire]

## Alliances
La famille de Roquemaurel (Auvergne) s’est alliée principalement aux familles de Barasc, de Caissac, de Cajarc, de Cardaillac, de Douhet d'Auzers, du Fayet de La Tour, de Faudoas, de Felzins de Montmurat, de Fontanges, de Jehan de Saint-Projet, Jouan de Kervenoaël, de Gausserans, de Murat, de Peyrat de Jugeals, de Prallat, de Reilhac, Ricard de Genouillac, de Saint-Martial, de Sénergues, de Sénezergues, de Vernhes de Castelmary, de Veyre, de Valon de Thégra, de Voisins, de Volonzac, du Pouget de Nadaillac (1938).
La famille de Roquemaurel (Ariège) s'est alliée avec les familles de Montégut, d'Espinas, de Roques, de Châteauverdun, d'Ustou (4 alliances), de Faudoas, de Saint-Jean de Pointis (4 alliances), de Benque, de Garraud, de Bonne, de La Barthe, de Lort, de Vendômois, de Lamothe.

## Armes, devise

Armes : « D’azur à trois rocs d’échiquier d’or, au chef d’argent chargé d’un lévrier courant de sable passant »
La branche du Couserans ajouta un chevron d’or en signe de puinesse.
Les branches subsistantes remplacèrent, au XIXe siècle, le lévrier courant par un lévrier passant (seul le pied antérieur droit est levé)[réf. nécessaire].
Les supports de l'écu sont deux lévriers d’argent, colletés et bouclés de gueules (alias d’or).
Devise : « Malo mori quam foedari »
Cri : Roquemaurel !